# پل دیرینگ
پل دیرینگ (انگلیسی: Paul Dearing; ۲ march ۱۹۴۲ – ۶ آوریل ۲۰۱۵) بازیکن هاکی روی چمن اهل استرالیا بود.